# Superliga de Nueva Caledonia 2023
La Superliga de Nueva Caledonia 2023 fue la edición número 50 de la Superliga de Nueva Caledonia. La temporada comenzó el 3 de marzo y terminó el 12 de noviembre de ese año.
El AS Magenta se proclamó campeón por duodécima vez en su historia.

## Formato
Los 12 equipos jugarán el sistema de todos contra todos dos veces totalizando 22 partidos cada uno. Al término de la temporada los 2 primeros se clasificarán a la Liga de Campeones de la OFC 2024, es decir; el campeón y el subcampeón; mientras que el clasificado descenderá a la Segunda División de Nueva Caledonia 2024 y los 3 penúltimos jugarán playoff por la permanencia esto debido a que la siguiente temporada se jugarán con 10.

## Equipos participantes
| Pos.   | Equipo          | Ciudad       | Estadio                   | Capacidad |
| ------ | --------------- | ------------ | ------------------------- | --------- |
| 1      | AS Tiga Sport   | Numea        | Numa-Daly Magenta         | 10000     |
| 2      | Hienghène Sport | Hienghène    | Stade de Hienghène        | 1000      |
| 3      | AS Magenta      | Numea        | Numa-Daly Magenta         | 10000     |
| 4      | SC Ne Drehu     | We           | Stade Hsanné              | 1680      |
| 5      | AS Kunié        | Koné         | Numa-Daly Magenta         | 10000     |
| 6      | AS Mont-Dore    | Le Mont-Dore | Stade Boewa               | 135       |
| 7      | AS Qanono       | Koné         | Numa-Daly Magenta         | 10000     |
| 8      | AS Wetr         | Numea        | Numa-Daly Magenta         | 10000     |
| 9      | Horizon Patho   | La Roche     | Stade La Roche            | 3000      |
| 10     | AS Lössi        | Numea        | Numa-Daly Magenta         | 10000     |
| 11     | Dumbéa FC       | Dumbéa       | Parc Des Sports De Koutio | 1000      |
| 1 (SD) | Gaïtcha FCN     | Numea        | Numa-Daly Magenta         | 10000     |

### Ascensos y descensos
| Pos. | Ascendidos de la Segunda División 2022 |
| ---- | -------------------------------------- |
| 1    | Gaïtcha FCN                            |

| Pos. | Descendidos de la Superliga 2022 |
| ---- | -------------------------------- |
| 12   | JS Baco                          |

## Tabla de posiciones
| Pos. | Equipo          | Pts. | PJ | G | E | P | GF | GC | Dif. | Clasificación 2023                                  |
| ---- | --------------- | ---- | -- | - | - | - | -- | -- | ---- | --------------------------------------------------- |
| 1    | Hienghène Sport | 30   | 10 | 6 | 2 | 2 | 22 | 13 | +9   | Liga de Campeones de la OFC 2024                    |
| 2    | Magenta         | 27   | 10 | 5 | 2 | 3 | 22 | 13 | +9   | Liga de Campeones de la OFC 2024                    |
| 3    | Lössi           | 27   | 10 | 5 | 2 | 3 | 16 | 12 | +4   |                                                     |
| 4    | Horizon Patho   | 26   | 9  | 5 | 2 | 2 | 20 | 15 | +5   |                                                     |
| 5    | Mont-Dore       | 26   | 10 | 5 | 1 | 4 | 17 | 16 | +1   |                                                     |
| 6    | Gaïtcha         | 25   | 9  | 5 | 1 | 3 | 14 | 12 | +2   |                                                     |
| 7    | Wetr            | 23   | 10 | 4 | 1 | 5 | 12 | 13 | −1   |                                                     |
| 8    | Kunié           | 20   | 9  | 3 | 2 | 4 | 11 | 11 | 0    |                                                     |
| 9    | Ne Drehu        | 20   | 10 | 3 | 1 | 6 | 11 | 20 | −9   | Play-off por la permanencia                         |
| 10   | Dumbéa          | 19   | 10 | 3 | 0 | 7 | 10 | 24 | −14  | Play-off por la permanencia                         |
| 11   | Tiga Sport      | 18   | 7  | 3 | 2 | 2 | 12 | 6  | +6   | Play-off por la permanencia                         |
| 12   | Qanono          | 15   | 10 | 1 | 2 | 7 | 6  | 18 | −12  | Descenso a Segunda División de Nueva Caledonia 2024 |

Actualizado a los partidos jugados el 26 de mayo de 2023.
 Fuente: Fedcalfoot
Criterios de clasificación: Puntos · Enfrentamientos directos · Diferencia de goles · Goles a favor · Puntos fair-play · Play-off.